# Loris Kessel
Loris Kessel, švicarski dirkač Formule 1, * 1. april 1950, Lugano, Švica, † 15. maj 2010, Montagnola, Švica.
Debitiral je v sezoni 1976, ko je nastopil na petih dirkah in dosegel uvrstitev le na dirki za Veliko nagrado Belgije, kjer je zasedel dvanajsto mesto. V naslednji sezoni 1977 je nastopil le na dirki za Veliko nagrado Italije, kjer se mu ni uspelo kvalificirati na dirko, kasneje pa ni več dirkal v Formuli 1.

## Popolni rezultati Formule 1
(legenda) (odebeljene dirke pomenijo najboljši štartni položaj, poševne pa najhitrejši krog, †-uvrščen kljub odstopu)
| Leto | Moštvo                    | Šasija        | Motor                    | 1   | 2   | 3    | 4       | 5      | 6   | 7       | 8       | 9   | 10  | 11     | 12  | 13  | 14      | 15  | 16  | 17  | Prv | Toč |
| ---- | ------------------------- | ------------- | ------------------------ | --- | --- | ---- | ------- | ------ | --- | ------- | ------- | --- | --- | ------ | --- | --- | ------- | --- | --- | --- | --- | --- |
| 1976 | RAM Racing                | Brabham BT44B | Ford Cosworth DFV 3.0 V8 | BRA | JAR | ZZDA | ŠPA DNQ | BEL 12 | MON | ŠVE Ret | FRA DNQ | VB  | NEM | AVT NC | NIZ | ITA | KAN     | ZDA | JAP |     | -   | 0   |
| 1977 | Jolly Club of Switzerland | Apollon Fly   | Ford Cosworth DFV 3.0 V8 | ARG | BRA | JAR  | ZZDA    | ŠPA    | MON | BEL     | ŠVE     | FRA | VB  | NEM    | AVT | NIZ | ITA DNQ | ZDA | KAN | JAP | -   | 0   |